# توماس سبينيلي
توماس سبينيلي (بالإسبانية: Tomás Spinelli)‏ هو لاعب كرة قدم أرجنتيني في مركز الوسط، ولد في 16 نوفمبر 1993 في مدينة كونكورديا، انتري ريوس في الأرجنتين. لعب مع أتلتيكو باتروناتو.

## وصلات خارجية
- توماس سبينيلي على موقع قاعدة بيانات كرة القدم.إي يو (الإنجليزية)
- توماس سبينيلي على موقع Soccerway.com (الإنجليزية)